# 두바이 금융시장
두바이 금융시장(아랍어: سوق دبي المالي, 영어: Dubai Financial Market, 약칭 DFM)은 2000년 3월 26일에 아랍에미리트 두바이에서 설립된 증권거래소이다.